# Rio Sinimbu
O rio Sinimbu é um curso d'água que banha o município de Baía da Traição no estado brasileiro da Paraíba.

## = Etimologia
=
O termo sinimbu é uma corruptela do tupi senembi ou  sene'mi, termo que significa «camaleão».

### Povoamento da região

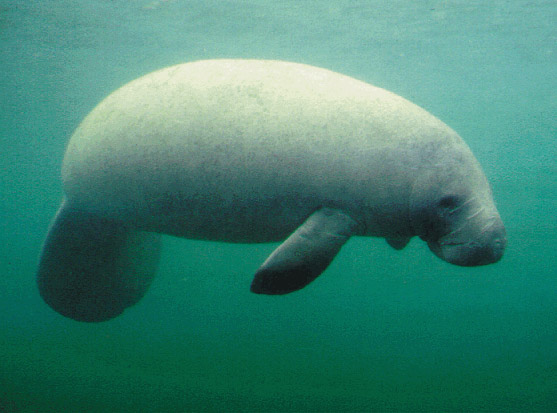
Peixe-boi-marinho, mamífero que busca a foz do Sinimbu para se alimentar e procriar.

A área do baixo Mamanguape, que inclui o Sinimbu, já era habitada por índios potiguaras desde antes da descoberta do Brasil. Os primeiros europeus a se estabelecerem nessa região foram os franceses, que, aliados dos indígenas, tinham como principal intuito a exploração do «pau-de-tinta», como era denominado o pau-brasil.

## Sub-bacia
O Sinimbu nasce da junção dos riachos São Fancisco e Tracoeira e tem como principal tributário o rio Estiva. Último afluente da margem esquerda do rio Mamanguape, lança suas águas junto com este na praia de Coqueirinho, oceano Atlântico.
A área da foz faz parte da aldeia Camurupim, onde vivem quase duas centenas de famílias potiguaras, segundo estimativa da Funai. A área também abriga uma Área de Proteção Ambiental (APA) destinada à conservação do habitat do peixe-boi-marinho na região, além dos remanescentes de mata atlântica e do manguezal.
Em 2013, representantes indígenas se reuniram com representantes do governo do estado para discutir o desassoreamento do leito do rio.